# Viola dyris
Viola dyris är en violväxtart som beskrevs av René Charles Maire. Viola dyris ingår i släktet violer, och familjen violväxter. Inga underarter finns listade i Catalogue of Life.